# Ван Зантен, Корнелия
Корнелия ван Зантен (нидерл. Cornélie van Zanten) — нидерландская оперная певица и вокальный педагог.

## Биография
Корнелия ван Зантен родилась 2 августа 1855 года в Дордрехте. Училась вокалу в Кёльнской консерватории у К. Шнайдера. Учёбу продолжила в Милане под руководством Ф. Ламперти. Дебют ван Зантен состоялся в Турине в опере «Фаворитка» Доницетти. Много гастролировала, пела в Германии, в составе труппы Национальной оперной компании гастролировала в России (1889) и США (1886-87). Была признана одной из лучших исполнительниц своего времени.
С 1895 года занялась преподаванием: преподавала пение в Амстердамской консерватории (1895-1903), Берлинской (1903-14), Гаагской (1914—1946). В Берлине организовала свою школу. Среди её учеников — Р. ван Сантен, Я. Урлюс, Т. Кунен и др. Написала ряд музыковедческих работ о технике вокала. Скончалась 11 января 1946 года в Гааге.

## Сочинения
- «Hoogere techniek van den zang» (Amst, 1899)
- «Leitfaden zum Kunstgesang» (Lpz, 1903)
- «Bel Canto des Wortes» (В., 1911, 1918)
- «Het stemmen der stem» ('s-Gravenhage, 1918)
- «Het stemwonder in den mensch» ('s-Gravenhage, 1925)
- «Das wohltemperierte Wort als Grundlage fϋr Kunst und Frieden» (Lpz, 1930)